# Bryconops gracilis
Bryconops gracilis е вид лъчеперка от семейство Iguanodectidae. Видът не е застрашен от изчезване.

## Разпространение
Разпространен е в Бразилия (Амазонас, Мато Гросо, Пара и Рондония).